# Grand Ole Opry
El Grand Ole Opry es un programa radiofónico de música country. Es el más antiguo de Estados Unidos. 
Se retransmite en directo cada semana desde un teatro en Opryland, (Nashville, Tennessee). Por el ciclo desfilaron las grandes estrellas de la música country desde el desaparecido Porter Wagoner hasta Dolly Parton.
Fue fundado el 28 de noviembre de 1925 por George D. Hay como un "baile de granero" de radio de una hora en WSM. Actualmente es propiedad y está operado por Opry Entertainment (una división de Ryman Hospitality Properties, Inc. ), es la transmisión de radio de mayor duración en la historia de los EE. UU. Dedicado a honrar la música country y su historia, el Opry presenta una mezcla de cantantes famosos y artistas contemporáneos que tocan música country, bluegrass, música folk y gospel, así como actuaciones cómicas y parodias. Atrae a cientos de miles de visitantes de todo el mundo y millones de oyentes de radio e Internet.
En la década de 1930, el programa comenzó a contratar profesionales y se expandió a cuatro horas. Emitiendo para entonces a 50.000 vatios, WSM convirtió el programa en una tradición musical de los sábados por la noche en casi 30 estados. En 1939, debutó a nivel nacional en NBC Radio. El Opry se mudó a un hogar permanente, el Auditorio Ryman, en 1943. A medida que creció en importancia, también lo hizo la ciudad de Nashville, que se convirtió en la "capital de la música country" de Estados Unidos. El Grand Ole Opry tiene tal importancia en Nashville que se incluye como una mención de "hogar de" en los carteles de bienvenida que ven los automovilistas en la línea Metro Nashville/Condado de Davidson.
La membresía en Opry sigue siendo uno de los logros más importantes de la música country. Desde 1974, el programa se transmite desde Grand Ole Opry House al este del centro de Nashville, con una incursión anual de invierno de tres meses de regreso al Ryman de 1999 a 2020. Además de los programas de radio, las actuaciones se han televisado esporádicamente a lo largo de los años. El socio televisivo de Opry es actualmente Circle, una red de multidifusión digital que es propiedad parcial de Opry Entertainment, y transmite partes de la presentación en vivo del sábado por la noche de manera irregular.

## Historia
Conocido durante los dos primeros años como The WSM Barn Dance, el primer programa se transmitió el 28 de noviembre de 1925 en la cadena WSM de Nashville. Desde 1939, lo transmite la NBC.

### Comienzos

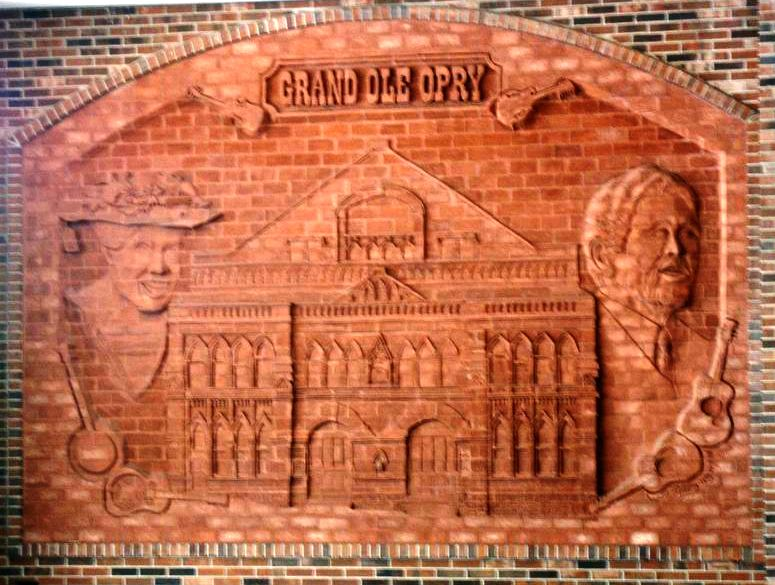
Ladrillo decorativo en el Hotel Opryland que representa el Auditorio Ryman con Minnie Pearl y Roy Acuff.

El Grand Ole Opry comenzó como WSM Barn Dance en el nuevo estudio de radio del quinto piso de National Life & Accident Insurance Company en el centro de Nashville el 28 de noviembre de 1925. El 17 de octubre de 1925, la gerencia comenzó un programa con el "Dr. Humphrey Bate y su cuarteto de cuerdas de músicos antiguos". El 2 de noviembre, WSM contrató al locutor y director de programas de mucho tiempo George D. Hay, un pionero emprendedor del programa National Barn Dance en WLS en Chicago, quien también fue nombrado el locutor de radio más popular en Estados Unidos como resultado de su trabajo en la radio con WLS y WMC en Memphis, Tennessee. Hay lanzó WSM Barn Dance con el violinista de 77 años, el tío Jimmy Thompson, el 28 de noviembre de 1925, y esa fecha se celebra como la fecha de nacimiento del Grand Ole Opry.
Algunas de las bandas que participaron regularmente en el programa durante sus primeros días incluyeron a Bill Monroe, Possum Hunters (con Humphrey Bate), Fruit Jar Drinkers con el tío Dave Macon, Crook Brothers, Dixie Clodhoppers de Binkley Brothers, Sid Harkreader, DeFord Bailey, Fiddlin' Arthur Smith, y los Gully Jumpers.
Al juez Hay le gustaron los bebedores de tarros de frutas y les pidió que aparecieran los últimos en cada programa porque siempre quería cerrar cada segmento con "tocar el violín al rojo vivo". Fueron la segunda banda aceptada en Barn Dance, siendo los Crook Brothers los primeros. Cuando el Opry comenzó a tener bailarines  en el programa, los bebedores de tarros de frutas siempre tocaban para ellos. En 1926, el tío Dave Macon, un banjista de Tennessee que había grabado varias canciones y realizado giras en el circuito de vodevil, se convirtió en su primera estrella real.
Los letreros que dan la bienvenida a los automovilistas a Nashville en todas las carreteras principales incluyen la frase "Home Of The Grand Ole Opry".

### Nombre
La frase "Grand Ole Opry" se pronunció por primera vez en la radio el 10 de diciembre de 1927. [9] En ese momento, el Music Appreciation Hour de NBC Red Network , un programa con música clásica y selecciones de la gran ópera , fue seguido por Hays' Barn . bailar _ Esa noche, mientras presentaba el espectáculo y DeFord Bailey, su primer invitado, George Hay dijo las siguientes palabras:
Durante la última hora, hemos estado escuchando música principalmente de Grand Opera, pero a partir de ahora presentaremos 'The Grand Ole Opry'.

### Auditorios más grandes
A medida que aumentaba la audiencia del programa en vivo, el lugar de la radio de National Life & Accident Insurance se volvió demasiado pequeño para acomodar a las hordas de fanáticos. Construyeron un estudio más grande, pero todavía no era lo suficientemente grande. Después de varios meses sin público, National Life decidió permitir que el programa se trasladara fuera de sus oficinas centrales. En octubre de 1934, el Opry se mudó al entonces suburbano Teatro de Hillsboro (ahora Belcourt) antes de mudarse al Dixie Tabernacle en East Nashville el 13 de junio de 1936. El Opry luego se mudó al War Memorial Auditorium, un lugar en el centro adyacente al State Capitolio, y se cobró una tarifa de entrada de 25 centavos para tratar de frenar las grandes multitudes, pero fue en vano. En junio de 1943, el Opry se trasladó al Ryman Auditorium.

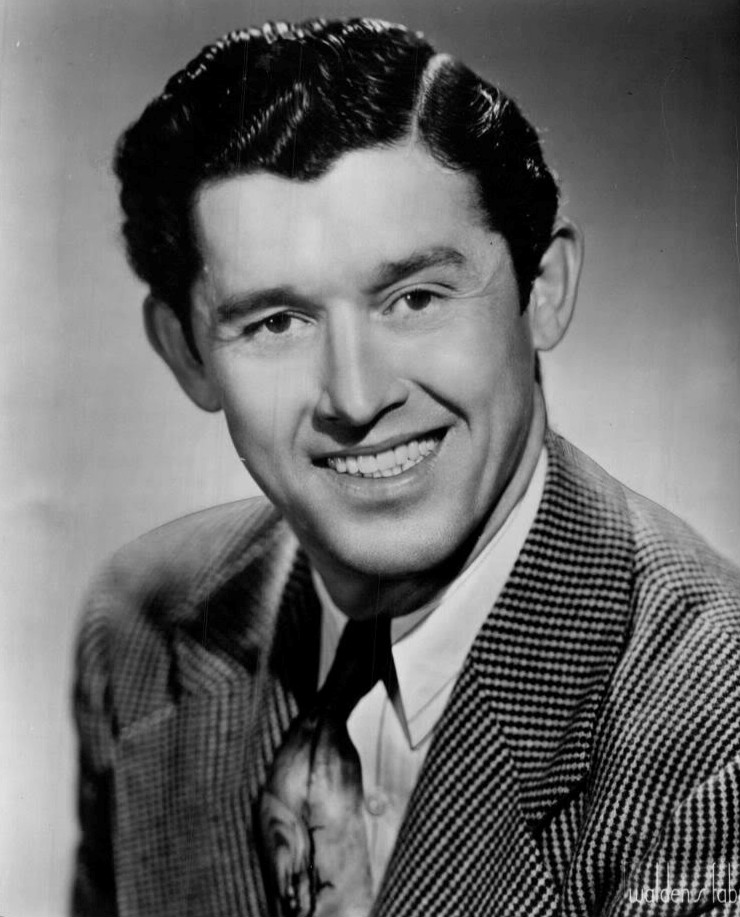
Roy Acuff

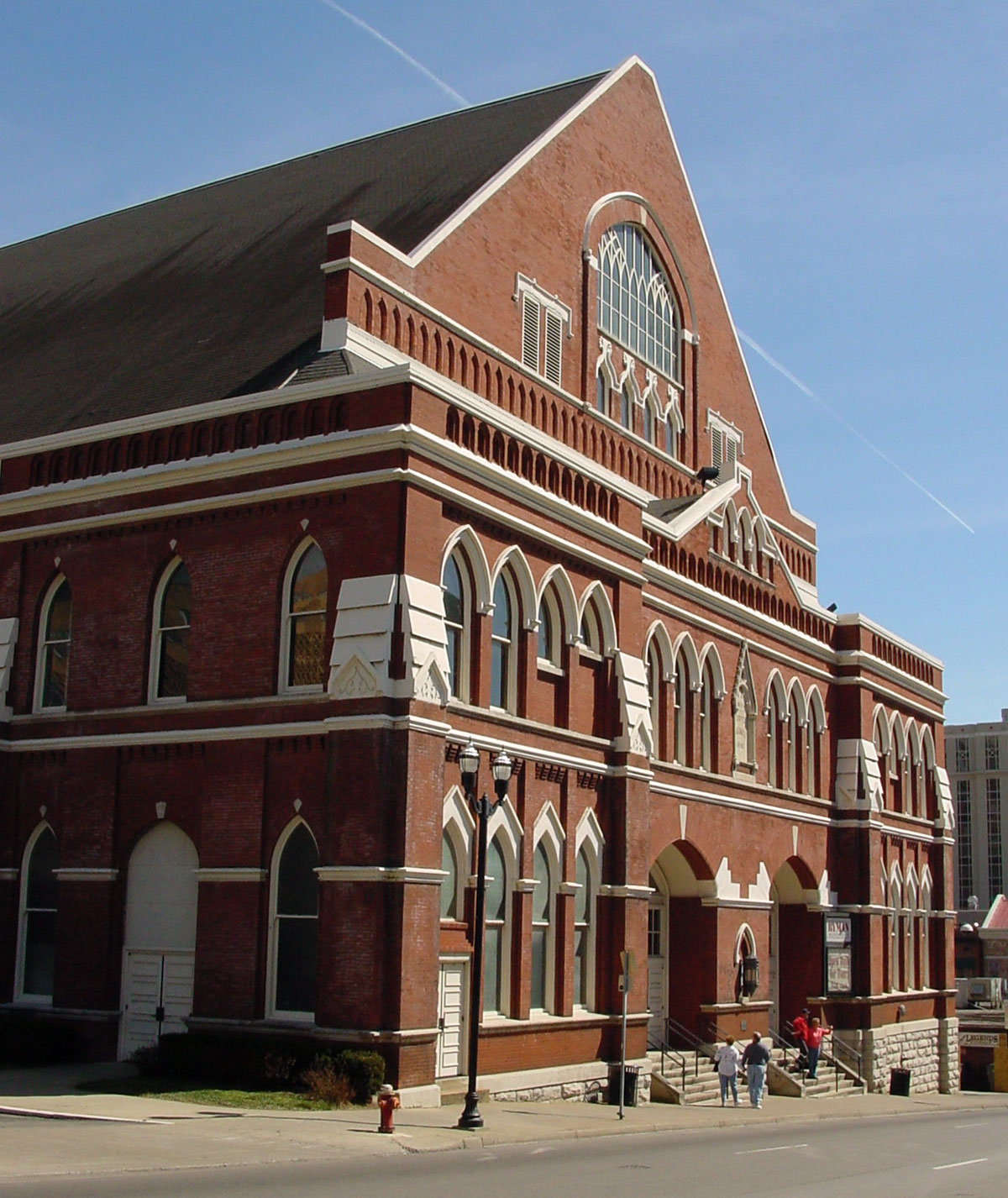
Ryman Auditorium, la "Iglesia Madre de la Música Country"

Una hora del Opry fue transmitida a nivel nacional por NBC Red Network de 1939 a 1956, y durante gran parte de su transmisión, se transmitió una hora después del programa que lo había inspirado, National Barn Dance. El segmento de NBC, originalmente conocido por el nombre de su patrocinador, The Prince Albert Show , fue presentado por primera vez por Acuff, a quien sucedió Red Foley de 1946 a 1954. Desde el 15 de octubre de 1955 hasta septiembre de 1956, ABC-TV transmitió en vivo , versión televisiva de una hora de duración una vez al mes los sábados por la noche (patrocinada por Ralston-Purina) que se adelantó a una hora del entonces Jubileo de Ozark de 90 minutos. De 1955 a 1957, Al Gannaway fue propietario y productor de The Country Showy Stars of the Grand Ole Opry, ambos programas filmados distribuidos por Flamingo Films. Stars of the Grand Ole Opry de Gannaway fue el primer programa de televisión filmado en color.
El 2 de octubre de 1954, un adolescente Elvis Presley tuvo su única actuación en Opry. Aunque la audiencia reaccionó cortésmente a su estilo revolucionario de música rockabilly, el gerente de Opry, Jim Denny, le dijo al productor de Presley, Sam Phillips, después del programa que el estilo del cantante no se adaptaba al programa.

### Década de 1960
En la década de 1960, a medida que se extendía el movimiento de la contracultura hippie, el Opry mantuvo una imagen conservadora y mojigata evitando que los "pelos largos"  aparecieran en el programa. Los Byrds fueron una notable excepción. El pionero del country rock Gram Parsons, quien era miembro de The Byrds en ese momento, estaba en Nashville para trabajar en el álbum de country rock de la banda, Sweetheart of the Rodeo. El sello discográfico de la banda, Columbia Records, había hecho arreglos para que The Byrds actuaran en el Ryman el 15 de marzo de 1968, una perspectiva que emocionó a Parsons. Sin embargo, cuando la banda subió al escenario, la respuesta de la audiencia fue inmediatamente hostil, lo que resultó en burlas, abucheos y llamadas burlonas de "tweet, tweet" y "corta tu cabello". Los Byrds indignaron aún más al establecimiento de Opry al ignorar el protocolo aceptado cuando interpretaron la canción de Parsons " Hickory Wind " en lugar de la canción de Merle Haggard "Life in Prison", como había anunciado Tompall Glaser. Dos décadas más tarde, mucho después de la muerte de Parsons, los miembros de The Byrds se reconciliaron con Opry y colaboraron en el álbum de 1989 Will the Circle Be Unbroken: Volume Two.
Otro artista que entró en conflicto con los estrictos estándares de Opry fue Jerry Lee Lewis, quien hizo su primera y única aparición en el programa el 20 de enero de 1973, después de varios años de éxito en las listas de éxitos del país. A Lewis se le dieron dos condiciones para su aparición: nada de rock and roll y ninguna blasfemia, y procedió a ignorar ambas, incluso refiriéndose a sí mismo como un cierto insulto maternal insoportable en un punto. En un set continuo de 40 minutos, Lewis tocó una mezcla de sus éxitos de rock and roll y versiones de canciones country de otros cantantes. Se ha dicho que estaba amargado por cómo lo trataron cuando llegó por primera vez a Nashville en 1955, y supuestamente usó su apariencia en Opry para vengarse de la industria musical de Nashville.
La leyenda del country Johnny Cash, que hizo su debut en Opry el 5 de julio de 1956 y conoció a su futura esposa June Carter Cash ese día, fue expulsado del programa en 1965 después de que, borracho, rompiera las luces del escenario con el soporte del micrófono. Cash comentó sobre el incidente años después: "No sé cuánto me querían en primer lugar", dice, "pero la noche que rompí todas las luces del escenario con el soporte del micrófono, dijeron que no podían usar más. Así que salí y lo usé como una excusa para enloquecer y terminé en el hospital la tercera vez que me rompí la nariz ". Cash fue aceptado en 1968, después del éxito de su  álbum At Folsom Prison y su recuperación de la adicción.

## Emisiones

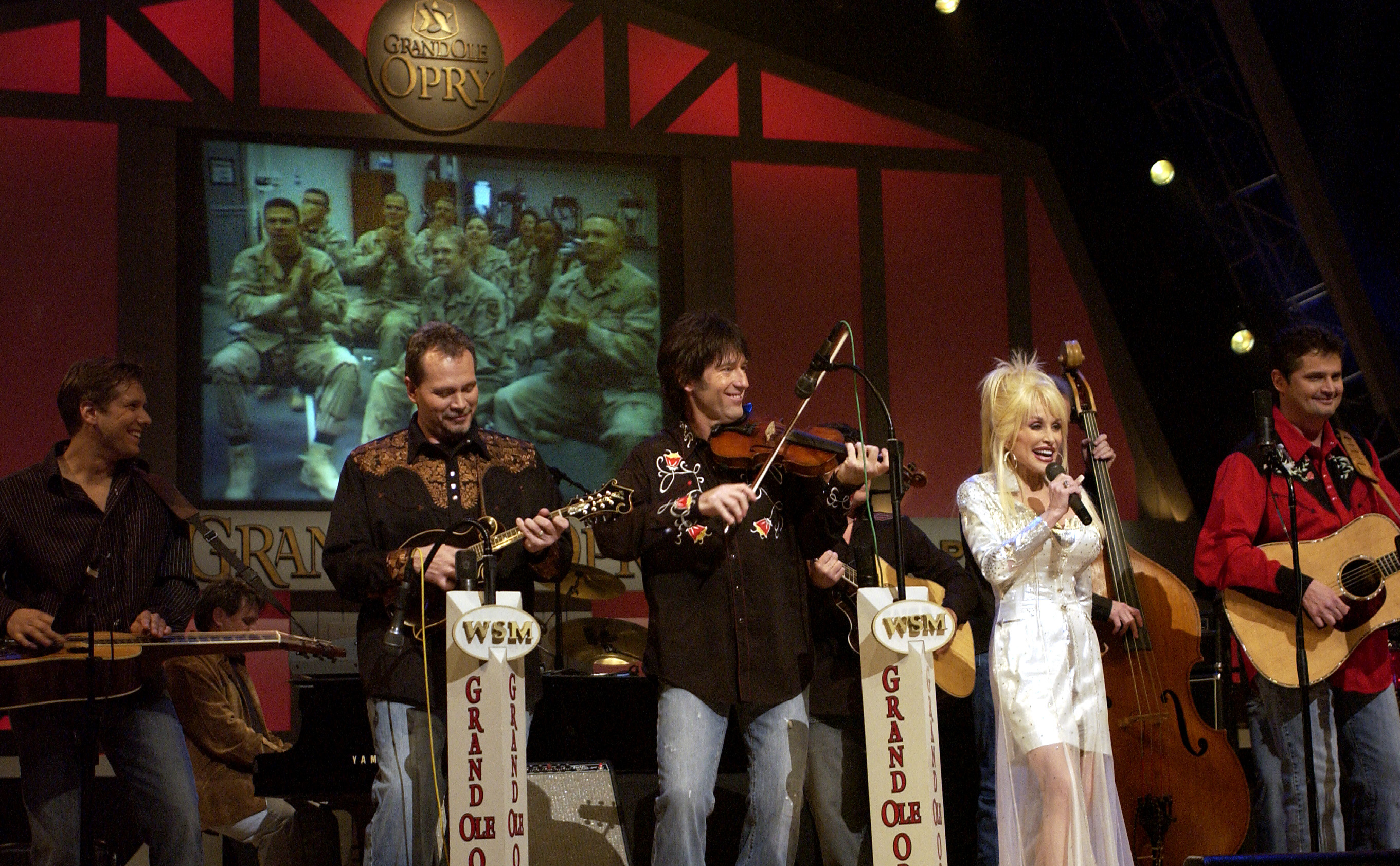
Dolly Parton en el Opry en el 2005.

El Grand Ole Opry se transmite en vivo por WSM-AM a las 7 p. m., hora central, los sábados por la noche, con un horario de inicio diferente a las 6:30 p. m. Un programa similar, Friday Night Opry, se transmite en vivo los viernes por la noche. De febrero a diciembre, Tuesday Night Opry también se transmite en vivo.  Los espectáculos de los miércoles se presentan típicamente en los meses de verano, mientras que un programa "Opry Country Classics" se transmite esporádicamente los jueves, dedicado únicamente a artistas mayores. Espectáculos adicionales con temas navideños, titulados Opry Country Christmas, comenzaron a producirse durante la temporada navideña de 2021.
El Opry ofrece una banda de la casa de catorce piezas para los artistas en caso de que no tengan una banda propia.
El Opry también se puede escuchar en vivo en Willie's Roadhouse en el canal 59 de Sirius XM Satellite Radio , y el programa se transmite en el sitio web de WSM. ABC transmitió el Grand Ole Opry como una serie mensual de 1955 a 1956, y PBS televisó presentaciones anuales en vivo de 1978 a 1981. En 1985, The Nashville Network , copropiedad de Gaylord, comenzó a transmitir una mitad editada. Versión de una hora del programa como Grand Ole Opry Live. El programa se trasladó a Country Music Television , también propiedad de Gaylord, donde se expandió a una hora, y luego a la red de cable Great American Country (GAC), que ya no televisó su programa Opry Live después de que el canal de ambas redeshacia la programación genérica de estilo de vida sureño. Circle, una nueva red de subcanales digitales por aire operada por Gray Television y Ryman Hospitality Properties, reanudó la transmisión de Opry como su programa insignia cuando se lanzó en 2020, y la antigua estación de radio hermana de WSM, WSMV-DT5, es la emisora de la red. estación insignia . RFD-TV transmite reposiciones de transmisiones de Opry bajo el título Opry Encore.